# Путовичко Поље
Путовичко Поље је насељено мјесто у граду Зеница, Босна и Херцеговина.

## Становништво
|             | 2013.        | 1991.         |
| Укупно      | 361 (100,0%) | 893 (100,0%)  |
| Бошњаци     | 359 (99,45%) | 447 (50,06%)1 |
| Босанци     | 2 (0,554%)   | –             |
| Срби        | –            | 413 (46,25%)  |
| Југословени | –            | 29 (3,247%)   |
| Остали      | –            | 3 (0,336%)    |
| Хрвати      | –            | 1 (0,112%)    |

1. 1 На пописима од 1971. до 1991. Бошњаци су пописивани углавном као Муслимани.